# Anyphops lignicola
Anyphops lignicola là một loài nhện trong họ Selenopidae.
Loài này thuộc chi Anyphops. Anyphops lignicola được George Newbold Lawrence miêu tả năm 1937.